# Ana & Jorge
Ana & Jorge é um álbum dos cantores brasileiros Ana Carolina e Seu Jorge, lançado em CD e DVD em 2005. No Brasil foi premiado com Disco de Platina Triplo pela ABPD, devido as mais de 300 mil cópias vendidas no país.
Gravado em um show do projeto "Tom Acústico", da casa de shows paulistana Tom Brasil (atualmente HSBC Brasil), o show reúne, em formato acústico, grandes sucessos da carreira de ambos os cantores, como São Gonça, Carolina e Chatterton (de Jorge); Pra Rua Me Levar, Garganta e Vestido Estampado (de Ana Carolina).
O show também apresenta canções inéditas, como Nega Marrenta e Notícias Populares (mais tarde regravadas por Ana no álbum duplo Dois Quartos, e que neste show estão apenas no DVD), Brasil Corrupção (parceria de Ana Carolina com Tom Zé) e É Isso Aí, versão de The Blower's Daughter, do músico irlandês Damien Rice, que foi considerada a canção de maior sucesso do álbum, sendo lançada como primeiro single.

## Faixas
| Ana e Jorge ao vivo |                                        |                                                              |         |  |
| N.º                 | Título                                 | Compositor(es)                                               | Duração |  |
| 1.                  | "São Gonça"                            | Seu Jorge                                                    | 4:57    |  |
| 2.                  | "Problema Social"                      | Guará, Fernandinho                                           | 4:14    |  |
| 3.                  | "Zé do Caroço"                         | Lecy Brandão                                                 | 4:12    |  |
| 4.                  | "Carolina"                             | Seu Jorge                                                    | 4:49    |  |
| 5.                  | "Comparsas / O Pequenez e o Pit Bull"  | Ana Carolina, Seu Jorge, Gabriel Moura, Jovi Joviano, Aranha | 4:57    |  |
| 6.                  | "Tanta Saudade"                        | Djavan, Chico Buarque                                        | 3:22    |  |
| 7.                  | "É Isso Aí [The Blower's Daughter]"    | Damien Rice, Adaptado por Ana Carolina                       | 5:18    |  |
| 8.                  | "Pra Rua me Levar"                     | Ana Carolina, Totonho Villeroy                               | 3:42    |  |
| 9.                  | "Chatterton"                           | Serge Gainsbourg, Adaptado por Seu Jorge e Dani Costa        | 4:22    |  |
| 10.                 | "Beatriz"                              | Edu Lobo, Chico Buarque                                      | 6:41    |  |
| 11.                 | "Brasil Corrupção (Unimultiplicidade)" | Tom Zé, Ana Carolina                                         | 2:50    |  |
| 12.                 | "Mais Que Isso"                        | Chico César, Ana Carolina                                    | 2:29    |  |
| 13.                 | "Garganta"                             | Totonho Villeroy                                             | 4:19    |  |
| 14.                 | "Vestido Estampado"                    | Ana Carolina                                                 | 3:51    |  |
| 15.                 | "O Beat da Beata"                      | Ana Carolina, Seu Jorge                                      | 5:34    |  |

## DVD
O DVD foi certificado disco de diamante com mais de 100 mil cópias vendidas.

## Faixas
1. São Gonça
2. Tive Razão
3. Zé do Caroço
4. Brasis
5. Carolina
6. Comparsas / O Pequinês e o Pitbull
7. Tanta Saudade
8. É Isso Aí (The Blower's Daughter)
9. Pra Rua Me Levar
10. Chatterton
11. Nega Marrenta
12. Notícias Populares
13. Texto: Só de Sacanagem
14. Brasil Corrupção (Unimultiplicidade)
15. Beatriz
16. Mais Que Isso
17. Garganta
18. Vestido Estampado
19. O Beat da Beata
20. Convites para a vida (gravada em uma roda de samba)

### Extras
- Mais Samba (trechos gravados em uma roda de samba):

1. Se o Caminho é Meu / Sonho Meu / Alguém Me Avisou
2. Tendências
3. Quatro Toras de Queijo

- Making-of
- Texto: "Alfredo, é Gisele"

## Formação
- Seu Jorge: voz, violão, pandeiro (em Comparsas / O Pequenez e o Pitbull), clarinete (em Vestido Estampado) e baixo elétrico
- Ana Carolina: voz, violão, pandeiro (em Comparsas / O Pequenez e o Pitbull) e baixo elétrico (em Tanta Saudade)

## Singles
- É isso aí (The blower's daughter)
- Pra rua me levar

### Vendas e certificações
| País          | Formato | Certificação | Vendas   |
| ------------- | ------- | ------------ | -------- |
| Brasil - ABPD | CD      | 3× Platina   | 300,000+ |
| Brasil - ABPD | DVD     | Diamante     | 100,000+ |

## Histórico de lançamento
| País          | Data                   | Formato                    | Gravadora | Catálogo |
| ------------- | ---------------------- | -------------------------- | --------- | -------- |
| Brasil        | 28 de Novembro de 2005 | CD, DVD e digital download | Sony BMG  | -        |
| Internacional | 11 de Junho de 2006    | CD, DVD e digital download | Sony BMG  | -        |

## Autoração do DVD
- Coordenação: Cleber Tumasonis
- Supervisão: Danilo Moura
- Autoração: Anita Nadai, Rodrigo Garcia e Thiago Dell'Orti
- Design: Alexandre Madugu, Eleonora Soledade, Flávia Marcato
- Assistente de Design: Ricardo Negrão

## SONY BMG
- Direção Artística: Bruno Batista
- Coordenação de Projeto: Paula Melo
- Direção de Arte: Daniela Conolly
- Projeto Gráfico: Daniela Conolly e Sandro Mesquita
- Coordenação Gráfica e Tratamento de Imagem: Sandro Mesquita
- Foto da Capa: Mariana Jorge
- Fotos: Lu Yoshikawa e Mari Stockler